# Droga wojewódzka nr 549
Droga wojewódzka nr 549 (DW549) – droga wojewódzka w województwie kujawsko-pomorskim, w powiecie bydgoskim o długości około 2 km. Łączy drogę krajową nr 80 w Bydgoszczy z drogą wojewódzką nr 551 w Strzyżawie. Składa się z dwóch części przedzielonych Wisłą i może w awaryjnych sytuacjach stanowić objazd dla pobliskiego Mostu Fordońskiego.